# ボツワナの在外公館の一覧

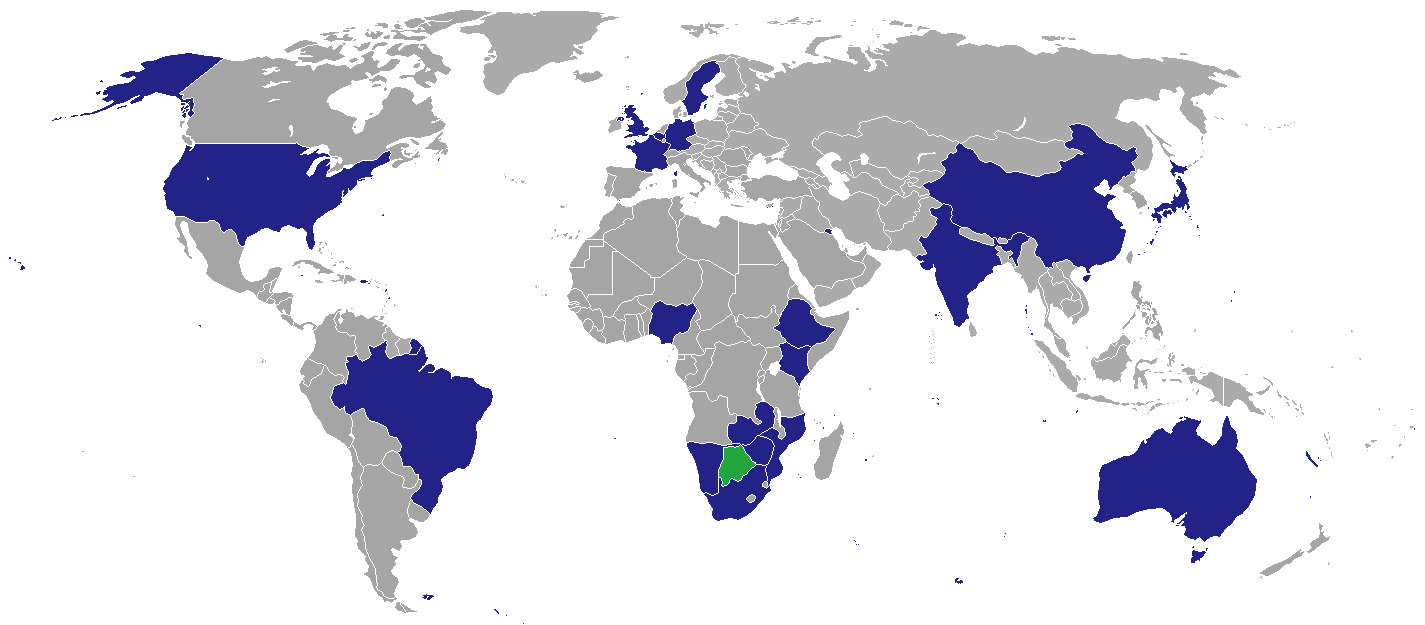
ボツワナの在外公館が設置されている国

ボツワナの在外公館の一覧では、ボツワナ共和国が派遣している在外公館（外交使節団）を挙げる。ボツワナは小規模ながらも世界各地に在外公館を設置している。

## アジア
- インド
  - 在インド高等弁務官事務所 (ニューデリー)
- クウェート
  - 在クウェート大使館 (クウェート)
- 中国
  - 在中華人民共和国大使館 (北京)
- 日本
  - 駐日ボツワナ大使館 (東京)

## ヨーロッパ
- イギリス
  - 在英国高等弁務官事務所 (ロンドン)
- スウェーデン
  - 在スウェーデン大使館 (ストックホルム)
- ドイツ
  - 在ドイツ大使館 (ベルリン)
- ベルギー
  - 在ベルギー大使館 (ブリュッセル)

## 北米
- アメリカ合衆国
  - 在アメリカ合衆国大使館 (ワシントンD.C.)

## 南米
- ブラジル
  - 在ブラジル大使館 (ブラジリア)

## アフリカ
- エチオピア
  - 在エチオピア大使館 (アディスアベバ)
- ケニア
  - 在ケニア高等弁務官事務所 (ナイロビ)
- ザンビア
  - 在ザンビア高等弁務官事務所 (ルサカ)
- ジンバブエ
  - 在ジンバブエ大使館 (ハラレ)
- ナイジェリア
  - 在ナイジェリア高等弁務官事務所 (アブジャ)
- ナミビア
  - 在ナミビア高等弁務官事務所 (ウィントフック)
- 南アフリカ共和国
  - 在南アフリカ共和国高等弁務官事務所 (プレトリア)
  - 在ケープタウン総領事館 (ケープタウン)
  - 在ヨハネスブルグ総領事館 (ヨハネスブルグ)
- モザンビーク
  - 在モザンビーク高等弁務官事務所 (マプト)

## オセアニア
- オーストラリア
  - 在オーストラリア高等弁務官事務所 (キャンベラ)

## 国際機関代表部
- 国際連合代表部 (ジュネーヴ、ニューヨーク)
- 欧州連合代表部 (ブリュッセル)